# Bourse de Stuttgart
La Bourse de Stuttgart est le sixième plus grand groupe boursier en Europe. Elle repose sur des piliers stratégiques dans les activités des marchés de capitaux ainsi que dans les domaines du digital et des cryptomonnaies. Le groupe Bourse de Stuttgart emploie environ 700 personnes sur ses sites à Stuttgart, Berlin, Francfort, Ljubljana, Milan, Stockholm et Zurich, et détient un total de 16 licences délivrées par les autorités de régulation en Allemagne, en Suède et en Suisse,.

## Marchés des capitaux

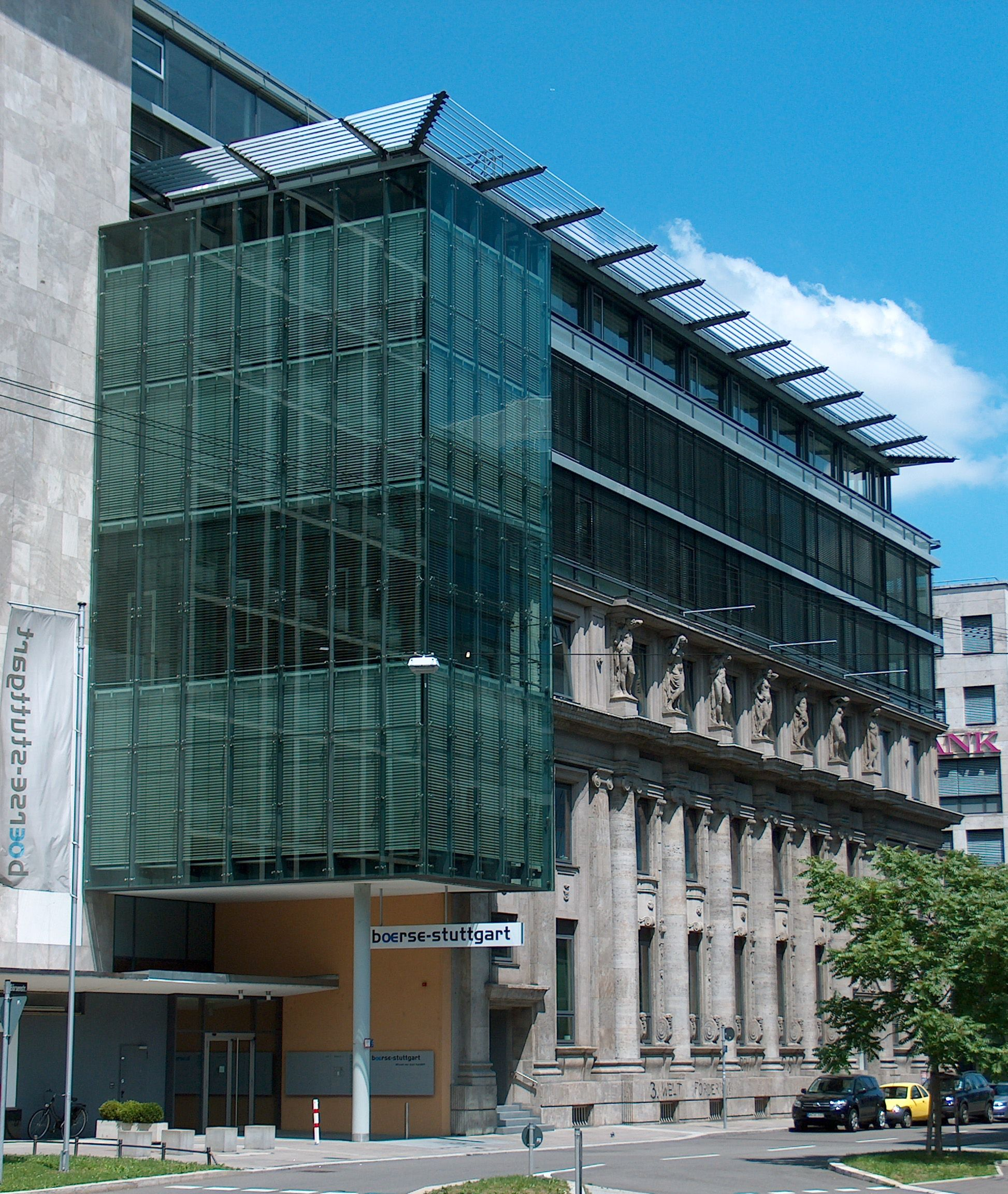
La Bourse de Stuttgart

Dans ses activités sur les marchés de capitaux, le groupe Bourse de Stuttgart exploite trois bourses en Allemagne, en Suède et en Suisse : la Bourse de Stuttgart, NGM et BX Swiss. La Bourse de Stuttgart est la principale bourse en Allemagne pour les titres structurés et le trading d'obligations d'entreprises. NGM et BX Swiss sont les deuxièmes plus grandes bourses en Suède et en Suisse. Sur ces trois bourses, plus de deux millions de titres sont cotés. De plus, le groupe exploite la plateforme de trading de titres réglementée et sans frais TradeRebel en Allemagne, ainsi que le réseau de trading hors bourse européen Cats,,. Le groupe comprend également Euwax AG, un courtier internationalement actif en tant que fournisseur de liquidités dans le trading de titres et de cryptomonnaies.

## Bourse de Stuttgart Digital
Le groupe Bourse de Stuttgart a regroupé l'ensemble de ses activités numériques et de cryptomonnaies sous la marque Bourse de Stuttgart Digital. En tant que partenaire d'infrastructure, Bourse de Stuttgart Digital propose aux clients institutionnels des services de trading, de courtage et de conservation de cryptomonnaies. Pour les clients particuliers, elle propose l'application Bison. En 2024, environ un million d'utilisateurs finaux ont utilisé les offres de cryptomonnaies de Bourse de Stuttgart Digital. Les activités numériques et de cryptomonnaies représentent 25 % du chiffre d'affaires du groupe Bourse de Stuttgart.

### Pour les clients institutionnels
Bourse de Stuttgart Digital est un fournisseur d'infrastructure pour les banques, courtiers et autres institutions financières en Europe. Elle propose des applications de courtage institutionnel pour le trading bilatéral de gré à gré (OTC) d'actifs numériques. Bourse de Stuttgart Digital Custody GmbH détient une licence de dépositaire de cryptomonnaies depuis mars 2023 et une licence MiCAR à l'échelle de l'UE depuis janvier 2025, délivrées par l'Autorité fédérale de supervision financière allemande (BaFin),. Bourse de Stuttgart Digital Exchange est une plateforme de trading régulée pour les cryptomonnaies, lancée en 2019 en tant que système multilatéral de négociation,. En 2024, Bourse de Stuttgart Digital est devenue le partenaire d'infrastructure de DZ Bank et du groupe financier coopératif pour le courtage et la conservation de cryptomonnaies. Le fournisseur suisse de logiciels d'investissement Profidata a intégré les solutions de courtage et de conservation de Bourse de Stuttgart Digital dans son offre destinée aux clients institutionnels.

### BISON app
Bison est l'application de trading de cryptomonnaies du groupe Bourse de Stuttgart pour les clients européens,. Les utilisateurs peuvent acheter et vendre 27 cryptomonnaies telles que le Bitcoin (BTC), le Bitcoin Cash (BCH), le Chainlink (LINK), l'Ethereum (ETH), le Litecoin (LTC), le Ripple (XRP) et l'Uniswap (UNI) via Euwax AG, qui agit en tant que courtier exécutant. Les cryptomonnaies sont conservées de manière fiduciaire par Börse Stuttgart Digital Custody GmbH,.

## Histoire
Le premier prédécesseur de la Bourse de Stuttgart a été fondé en 1860 sous le nom d'Industrie-Börsenverein (une association locale de bourse industrielle). Le 12 mars 1860, la première réunion de marchands de textiles a eu lieu au Königsbau. Le 11 février 1861, le Stuttgarter Börsenverein a été créé, conduisant à l'inauguration d'une bourse, qui a servi de prédécesseur direct à la future Bourse de Stuttgart,.
En mai 1877, Charles Ier de Wurtemberg, avec le conseil municipal de Stuttgart, a émis un décret autorisant la régulation de la bourse et du courtage. À la suite de ce décret, les tribunaux ont commencé à reconnaître les prix fixés par la bourse.
Depuis 1866, les journaux quotidiens du Wurtemberg publiaient un relevé quotidien des cours de la bourse, et en 1881, le premier relevé officiel est apparu. Au cours des années suivantes, l'industrie textile a été remplacée comme secteur dominant par l'ingénierie mécanique et automobile, la chimie et l'ingénierie électrique. En 1882, la bourse a reçu sa première connexion téléphonique, ce qui a accéléré le traitement des ordres.
Les bourses allemandes n'ont pas fonctionné pendant la Première Guerre mondiale, et la Bourse de Stuttgart est restée fermée jusqu'en 1919. En raison de la crise économique mondiale et des pertes massives de prix, la Bourse de Stuttgart a de nouveau fermé durant plusieurs mois en 1931,.
En raison des raids aériens, la Bourse de Stuttgart a dû se relocaliser en 1944. Après la Seconde Guerre mondiale, les affaires ont repris en novembre 1945 dans le bâtiment brûlé de la Württembergische Landeskreditanstalt. Après la réforme monétaire allemande de 1948 et la réorganisation des valeurs mobilières, le trading officiel en bourse a repris.
La Bourse de Stuttgart a de nouveau déménagé à l'intérieur de Stuttgart en 1969, et en 1974, le traitement électronique des transactions boursières a commencé. Le segment de trading Euwax pour les dérivés titrisés a été créé en 1999.
En novembre 2008, la Bourse de Stuttgart a acquis Nordic Growth Market AB (NGM), la deuxième plus grande bourse de Suède. Le segment NDX de NGM pour les dérivés titrisés est non seulement actif en Suède, mais également en Finlande depuis 2010, en Norvège depuis 2011 et au Danemark depuis 2016.
En 2014, la Bourse de Stuttgart a acquis 90 % du réseau de trading de gré à gré Cats de Citigroup. En 2017, la Bourse de Stuttgart a acquis la majorité des actions de BX Swiss AG, finalisant la prise de contrôle en 2018. En janvier 2019, la Bourse de Stuttgart a lancé l'application Bison, à l'époque la seule application de trading de cryptomonnaies soutenue par une bourse traditionnelle,.
L'activité numérique institutionnelle de la Bourse de Stuttgart a été créée en 2022. En 2023, Axel Springer SE et SBI Digital Asset Holding ont approfondi leur investissement dans l'ensemble des activités numériques et de cryptomonnaies de la Bourse de Stuttgart, qui sont désormais regroupées sous la marque Bourse de Stuttgart Digital,. En mars 2023, Bourse de Stuttgart Digital Custody GmbH a reçu la licence pour ses opérations en tant que dépositaire de cryptomonnaies de l'Autorité fédérale de supervision financière allemande (BaFin),.
En 2022, des titres tokenisés ont été négociés sur BX Swiss pour la première fois dans le cadre d'une preuve de concept. Les transactions de trading ont été traitées via une blockchain. La Bourse de Stuttgart est également entrée dans le segment de trading de titres sans frais. Cela comprenait une offre de BX Swiss en Suisse et le lancement de la plateforme de trading réglementée TradeRebel en Allemagne.
Au début de 2023, la Bourse de Stuttgart a lancé le segment Easy Euwax, qui permettait de négocier des titres structurés sans frais de bourse. En décembre 2023, la Bourse de Stuttgart a établi un partenariat stratégique avec la société financière suisse Leonteq, qui a acquis une participation de 10 % dans BX Swiss,.